# Fritillaria drenovskii
Fritillaria drenovskii är en liljeväxtart som beskrevs av Árpád von Degen och Nikolai Andreev Stojanov. Fritillaria drenovskii ingår i Klockliljesläktet och i familjen liljeväxter. IUCN kategoriserar arten globalt som sårbar. Inga underarter finns listade.